# Stade Montois
L′Stade montois és un club de rugbi a 15 de la ciutat occitana de Lo Mont de Marsan. Campió de França de rugbi a 15 l'any 1963, participa actualment al Top 14.

## Palmarès
- Campionat de França (Bouclier de Brennus): 
  - Campió: 1963
  - Finalista: 1949, 1953 i 1959
- Challenge Yves du Manoir: 
  - Campió: 1960, 1961 i 1962
  - Finalista: 1958 i 1966
- Campionat de França de Pro D2: 
  - Campió: 2002
- Copa d'Europa dels Clubs FIRA:
  - Finalista: 1964 (enfront del Grivita Rosie a Romania)

## Les finals de l'Stade montois

### Campionat de França
| Data de la final   | Vencedorr             | Finalista     | Resultat | Lloc de la final                | Espectadors |
| 22 de maig de 1949 | Castres olympique     | Stade montois | 14-3     | Stade des Ponts Jumeaux, Tolosa | 23.000      |
| 17 de maig de 1953 | FC Lourdes            | Stade montois | 21-16    | Stadium Municipal, Tolosa       | 32.500      |
| 24 de maig de 1959 | Racing club de France | Stade montois | 8-3      | Parc Lescure, Bordeus           | 31.098      |
| 2 de juny de 1963  | Stade montois         | US Dax        | 9-6      | Parc Lescure, Bordeus           | 39.000      |

## Jugadors emblemàtics
| - Jean-Baptiste Amestoy - Didier Argueil - Denis Argueil - Jean Pierre Dulaurans - Robert Baulon - Louis Blanc - André Boniface - Guy Boniface - Jean-Roger Bourdeu |  | - Romain Cabannes - André Caillau - Manuel Carpentier - Stéphane Castaignède - Fernand Cazenave - Marc Dal Maso - Jean Darrieussecq - Christian Darrouy - Benoît Dauga |  | - Pierre Lacroix - Patrick Nadal - Bruno Lom - Pierre Pascalin - Laurent Rodriguez - Waisale Serevi - Paul Tignol |